# روکوتوپونتا
روکوتوپونتا (به اسپانیایی: Rocotopunta) یک کوه در پرو است که در Yungay District واقع شده‌است. روکوتوپونتا ۵٬۴۰۰ متر بالاتر از سطح دریا واقع شده‌است.